# Гудиев, Гуда Алиевич
Гуда́ Али́евич (Ами́евич) Гуди́ев (ингуш. Гуденаькъан Ӏаьла Гуде; 12 февраля 1880, Владикавказ — 6 сентября 1920, Баку) — ротмистр русской императорской армии, участник русско-японской и Первой мировой войн, градоначальник Баку.

## Биография
Родился в семье юнкера милиции Терской области. Общее образование получил в Владикавказском реальном училище. В службу вступил 20 февраля 1900 года вольнопределяющимся 2-го разряда по образованию в 45-й драгунский Северский полк. Окончил Елисаветградское кавалерийское училище, произведён в корнеты с переводом в 50-й Иркутский драгунский полк. 9 июня 1904 года переименован в хорунжие с переводом во 2-й Аргунский полк Забайкальского казачьего войска младшим офицером 3-й сотни. Тогда же был командирован в разведсотню особой важности при штабе Маньчжурской армии. По заданию командования выполнял особо важные разведывательные операции, за которые был удостоен нескольких орденов.
В феврале 1905 года стал командиром туземного отряда, а в октябре того года же из-за расформирования дивизиона командирован на Кавказ. В декабре 1908 года был переведён в Новороссийский 3-й драгунский полк. С 1909 года стал преподавателем школы прапорщиков.
С началом Первой мировой войны штабс-ротмистр Гудиев командир 1-й сотни Ингушского конного полка Кавказской туземной конной дивизии.
С 1916 года служил в министерстве внутренних дел. 29 апреля 1919 года был назначен градоначальником Баку.
20 августа 1920 года революционный трибунал приговорил Гудиева к расстрелу за участие в контрреволюционных выступлениях и участии в заговоре мусаватистов.

## Семья
Вдова Гудиева с детьми эмигрировала во Францию. Сын Гудиева Асланбек в годы Второй мировой войны участвовал во французском Сопротивлении.